# Stadtgemeinde Kranj

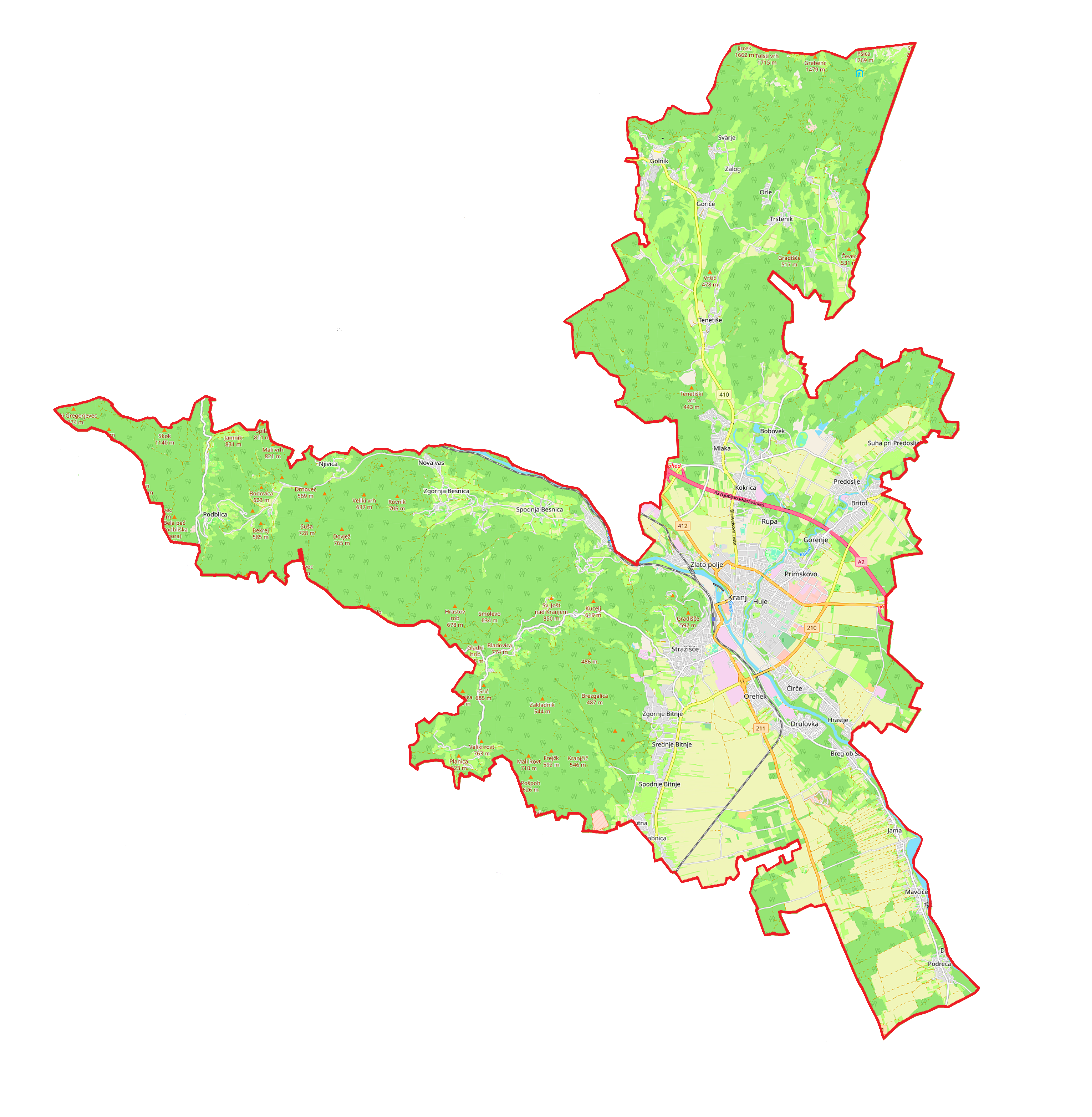
Karte der Stadtgemeinde Kranj

Die Stadtgemeinde Kranj (slowenisch: Mestna občina Kranj) ist eine der zwölf Stadtgemeinden Sloweniens. Sie trägt den Namen ihres Hauptortes, der Stadt Kranj.

## Lage
Kranj liegt auf 350 bis 406 m Seehöhe in der Oberkrain (Gorenjska) in einer Ebene, die von den Karawanken, den Steiner Alpen und den Julischen Alpen gesäumt ist, an der Mündung der Kokra in die Save. Hier kreuzen sich verkehrsgünstig die Straßen in Richtung Österreich von Ljubljana zum Loiblpass bzw. zum Karawankentunnel bei Jesenice  und von Škofja Loka zum Seebergsattel.

## Ortschaften und Siedlungen der Stadtgemeinde
Zur Stadtgemeinde gehören folgende Ortschaften und Siedlungen (in Klammern: die deutschsprachigen Bezeichnungen aus der Zeit vor 1918)
- Babni Vrt, (deutsch: Frauenberg)
- Bobovek, (Bobouk)
- Brdo pri Kranju, (Egg bei Krainburg)
- Breg ob Savi, (Ranndorf an der Sau)
- Britof (Kranj), (Freithof)
- Čadovlje, (Sankt Katharina)
- Čepulje, (Zäppelsdorf)
- Golnik, (Gallenfels)
- Goriče, (Goritschach)
- Hrastje, (Grest)
- Ilovka, (Illauk)
- Jama, (Gruben)
- Jamnik, (Jamnig)
- Javornik, (Jauerburg)
- Kokrica, (Kokritz)
- Kranj, (Krainburg)
- Lavtarski Vrh, (Walterskogel)
- Letenice, (Lettenz)
- Mavčiče, (Mautschitz)
- Meja, (Meje)
- Mlaka pri Kranju, (Haußenstein)
- Nemilje, (Nemichle)
- Njivica, (Kreulach)
- Orehovlje, (Wür)
- Pangršica, (Pangerschitz)
- Planica, (Ahrnau)
- Podblica, (Podbliza)
- Podreča, (Unterbach)
- Povlje, (Powelach)
- Praše, (Präsche)
- Predoslje, (Prädaßel)
- Pševo, (Begscheid)
- Rakovica, (Hallegg in der Oberkrain)
- Rupa, (Rupp)
- Spodnja Besnica, (Niederfesnitz)
- Spodnje Bitnje, (Niederfeiding)
- Srakovlje, (Srakowlach)
- Srednja vas – Goriče, (Mitteldorf)
- Srednje Bitnje, (Mitterfeiding)
- Suha pri Predosljah, (Sucha bei Prädaßel)
- Sveti Jošt nad Kranjem, (Sankt Jobst bei Krainburg)
- Šutna, (Schutten)
- Tatinec, (Tattintz)
- Tenetiše, (Tennetischach)
- Trstenik, (Trestenig)
- Zabukovje, (Kukenplat in der Oberkrain)
- Zalog, (Breitenau bei Krainburg)
- Zgornja Besnica, (Oberfesnitz)
- Zgornje Bitnje, (Oberfeiding)
- Žabnica, (Safnitz)
- Žablje (Krottenhulben)

## Nachbargemeinden
| Radovljica, Bohinj | Naklo, Tržič                                | Preddvor |
| Železniki          | Kompassrose, die auf Nachbargemeinden zeigt | Šenčur   |
| Škofja Loka        | Škofja Loka                                 | Medvode  |

## Städtepartnerschaften
- Pula (Kroatien)
- Villach / Beljak (Kärnten, Österreich), seit 2008
- Amberg, Deutschland
- Novi Sad, Serbien
- Zenica, Bosnien und Herzegowina
- Banja Luka, Bosnien und Herzegowina, seit 2006
- Singen, Deutschland

## Geschichte

### Geschichte 20. Jahrhundert
1906 wurde als Teil eines großen k.k. Eisenbahninfrastrukturprojektes („Neue Alpenbahnen“) zur Verbindung Westösterreichs und Süddeutschlands mit dem Hafen von Triest der Karawankentunnel von Jesenice nach Kärnten eröffnet und die Verbindung 1909 mit der Fertigstellung der Tauernbahn nach Salzburg vollendet. Kranj hatte damit direkten Zugang auch zum deutschen Markt.
Nach der Gründung des Staates der Serben, Kroaten und Slowenen am Ende des Ersten Weltkrieges, 1918, entwickelte sich die Gegend in der Zwischenkriegszeit, wesentlich durch ausländisches Kapital finanziert, zu einem bedeutenden industriellen Zentrum.
Im Zweiten Weltkrieg geriet Kranj ab 1941 bis Mai 1945 unter die totalitäre NS-Herrschaft, gegen die die Partisanen der Jugoslawischen Volksbefreiungsarmee kämpften.
Auf dem Gebiet der Gemeinde wurden mehrere Massengräber in Zusammenhang mit dem Zweiten Weltkrieg gefunden.
Staatschef Tito nützte Schloss Brdo (Egg bei Krainburg) als eine seiner Residenzen. Das Schloss wird heute von der slowenischen Regierung bei offiziellen Staatsbesuchen und ähnlichen Anlässen genutzt.